# Millvale (Pensilvania)
Millvale es un borough ubicado en el condado de Allegheny en el estado estadounidense de Pensilvania. En el año 2000 tenía una población de 4.028 habitantes y una densidad poblacional de 2,392.6 personas por km².

## Geografía
Millvale se encuentra ubicado en las coordenadas 40°28′58.69″N 79°58′25.41″O / 40.4829694, -79.9737250.

## Demografía
Según la Oficina del Censo en 2000 los ingresos medios por hogar en la localidad eran de $26,509 y los ingresos medios por familia eran $30,478. Los hombres tenían unos ingresos medios de $27,624 frente a los $22,278 para las mujeres. La renta per cápita para la localidad era de $14,526. Alrededor del 13.2% de la población estaba por debajo del umbral de pobreza.